# 佐々木勇太
佐々木勇太（ささきゆうた、1996年12月25日 - ）は、日本の男子ジュニアアイドル、俳優である。
ホット・オフィス所属。実姉はジュニアアイドルの佐々木舞。

## 出演

### 映画
- 仔犬ダンの物語（2002年）
- LEFT HANDED - 同級生 役
- クローズド・ノート

### テレビドラマ
- 金曜エンタテイメント 十津川警部夫人の旅情殺人推理（フジテレビ）
- 女と愛のミステリー 轟法律事務所（2004年、テレビ東京）
- 新・女借金取りが行く（2004年、TBS）

### 舞台
- おもいやり - 津田隼人 役
- 乙女の滝 - 太郎 役
- あしながおじさん

### イメージビデオ
- SO-FRESH 佐々木勇太 小学6年生（2008年、おとうと倶楽部）
- おとうと倶楽部 平谷知也 佐々木勇太（2009年、ジュニアアイドルドットコム）

### オリジナルビデオ
- Cat's ミュージカル NORA（2007年、WANTED） - ブリーフ 役
- ハーフブラッドバンパイア2　外伝・くノ一妖魔斬り（WANTED）
- 怪盗少女伝 NEZUMI（2008年7月1日、WANTED） - 川野メダカ 役
- 忍風くノ一伝説 吹雪（2008年、ジュニアアイドルドットコム） - 木猿 役
- 忍風くノ一伝説 吹雪 弐ノ章・闇の四天王編（2008年、ジュニアアイドルドットコム）
- WANTED NEW VERSION Chase&Escape（2008年、ジュニアアイドルドットコム）